# 布希 (阿肯色州)
布希（英語：Busch）是位於美國阿肯色州卡羅爾縣的一個非建制地區。該地的面積和人口皆未知。

## 地理
布希的座標為36°27′51″N 93°49′51″W / 36.46417°N 93.83083°W，而該地的平均海拔高度為338米（即1109英尺）。